# 레일라 무라드
레일라 무라드(아랍어: ليلى مراد, 영어: Leila Mourad, 1918년 2월 17일 ~ 1995년 11월 21일)는 이집트의 가수, 배우이다.